# 梅德韦杰沃 (马里埃尔共和国)
梅德韦杰沃（羅馬化：Medvedevo）是俄罗斯马里埃尔共和国的市级镇、梅德韦杰沃区行政中心，地处马里埃尔共和国中部，东部毗邻共和国首府约什卡尔奥拉。西北方有同属一区的市级镇红十月镇。
该地2021年人口有20,105人；2010年人口16,841；2002年人口16,610；1989年人口13,591。